# Verbeekina
Verbeekina es un género de foraminífero bentónico de la subfamilia Verbeekininae, de la familia Verbeekinidae, de la superfamilia Fusulinoidea, del suborden Fusulinina y del orden Fusulinida. Su especie tipo es Fusulina verbeeki. Su rango cronoestratigráfico abarca desde el Artinskiense superior (Pérmico inferior) hasta el Tatariense inferior (Pérmico superior).

## Discusión
Clasificaciones más recientes incluyen Verbeekina en la superfamilia Neoschwagerinoidea, y en la subclase Fusulinana de la clase Fusulinata.

## Clasificación
Verbeekina incluye a las siguientes especies:
- Verbeekina brevica †
- Verbeekina dorsata †
- Verbeekina douvillei †
- Verbeekina furnishi †
- Verbeekina grabaui †
- Verbeekina gracilis †
- Verbeekina heimi †
- Verbeekina iniqua †
- Verbeekina katoi †
- Verbeekina laxispira †
- Verbeekina minor †
- Verbeekina nuicomensis †
- Verbeekina sinensis †
- Verbeekina sphaera †
- Verbeekina teberdaensis †
- Verbeekina tenuispira †
- Verbeekina verbeeki †
- Verbeekina verbeekina †
- Verbeekina xintanensis †

Otra especie considerada en Verbeekina es:
- Verbeekina primitiva †, de posición genérica incierta

En Verbeekina se han considerado los siguientes subgéneros:
- Verbeekina (Armenina), aceptado como género Armenina
- Verbeekina (Quasiverbeekina), aceptado como género Quasiverbeekina
- Verbeekina (Paraverbeekina), también considerado como género Paraverbeekina y aceptado como Verbeekina